# The Maze (рисунок)
The Maze («Лабиринт») — гуашь Уильяма Курелека, канадского художника украинского происхождения, которую он написал, будучи пациентом психиатрической больницы Модсли в Лондоне. Курелек родился в 1927 году в семье украинских иммигрантов. Его отец был фермером, и на протяжении всего детства Уильям страдал от его жестокого обращения. Впоследствии Курелек вырос психически больным юношей. В Модсли ему была предоставлена отдельная комната под мастерскую, где художник и написал это произведение. «The Maze» могла стать своеобразной благодарностью за такую привилегию. Курелек писал: «Мне нужно было произвести на персонал клиники впечатление экземпляра, который стоило сохранить».
Сам Курелек говорил, что картина — «изображение внутренней части моего черепа». Через глаза, нос и рот можно увидеть всё тело, лежащее на пшеничном поле. В каждую ячейку черепа помещён кусочек бумаги, на котором изображены воспоминания или мысли автора. Однако в центральной ячейке находится только белая крыса, олицетворяющая самого Курелека. По задумке художника, свернувшаяся в клубок крыса уже пробежала через все участки лабиринта, откусив по кусочку от каждого изображения, которые не смогла переварить.
Вторая половина черепа крепится на ленте, что означает вмешательство врачей, которые пытаются поставить верный диагноз. Курелек изобразил крысу вялой, не желающей покинуть свою тюрьму, несмотря на то, что её двери уже открыты. Этим художник стремился показать врачам цель их работы. В автобиографии он писал: «Я бросаю вам, учёным, вызов: очистите меня теперь и соберите заново — в уравновешенную, зрелую, состоявшуюся личность. Извлеките эту крысу, дайте ей передохнуть и выпустите на свободу!»"

## Предпосылки для написания
После того, как Курелек разочаровался в образовании, которое получал в художественных школах Канады и Мексики, он отправился из Монреаля в Лондон на грузовом корабле. Весной 1952 года он прибыл в Лондон, по его признанию, «с двумя главными целями»: окончить своё художественное образование и лечь в психиатрическую больницу, где он надеялся избавиться от депрессии и хронических глазных болей. Кроме того, во время своего пребывания в Европе Курелек посетил ряд картинных галерей в Австрии, Бельгии, Нидерландах и Франции. Особое впечатление на него произвели работы Иеронима Босха, Питера Брейгеля Старшего и Яна ван Эйка.
В автобиографии Курелек отмечает, что во время пребывания в больнице он стал всё больше разочаровываться в психотерапии и начал острее ощущать потребность в излечении. К этому прибавилась тревога художника, что он не сможет и дальше оплачивать услуги клиники. Однако его лечащий врач сохранял «спокойствие и равнодушие» и не спешил входить в его положение. «Как нынешние демонстранты, потерявшие надежду привлечь к себе внимание мирными способами, которые поджигают себя и наносят ущерб частной собственности, так и я решил, что насилие над собой было единственным выходом, который у меня остался». Курелек сознательно порезал себе руку.
После этого инцидента он сменил лечащего врача. Новый врач предоставил ему отдельную комнату, где он мог заниматься живописью. Курелек почувствовал, что должен отблагодарить врачей за оказанную ему услугу, и приступил к работе над гуашью, «изображая все [свои] психические проблемы в изящной оболочке».

## Толкование
Значение произведения было истолковано лично Курелеком в автобиографии «Someone With Me» и пояснениях для Бетлемской королевской больницы.

### Снаружи черепа
Внешняя среда не противопоставляется пространству внутри черепа: в понимании художника — это тоже отталкивающее и страшное место.
Пшеничное поле: на заднем плане гуаши под палящем солнцем изображено пшеничное поле, уничтоженное саранчой (отсылка на детство Уильяма, когда он ещё ребёнком жил на ферме с родителями). Курелек пишет: «Это относится к моему убеждению, что мои проблемы были вызваны поведением отца, который срывал на мне свою злость из-за бессилия перед лицом неудач на ферме».
Туловище: изнеможённое тело, которое просматривается через глаза, нос и рот, лежит ничком; это означает, что Курелек «больше не мог выносить свою жизнь».
Экскременты: продукты человеческой жизнедеятельности с роем мух над ними изображены как раз перед носом. Курелек находит в этом отсылку к идеям Свифта и Шекспира: «Мир — это куча навоза, а человечество — рой мух, летающий над ней, чтобы высосать оттуда всё пригодное для жизни».
Рот: ротовая полость черепа наполнена опилками, под которыми лежат сборник стихов, конверт от грампластинки и картина Микеланджело. Этим автор пытался сказать, что эстетическая чувствительность — единственное, ради чего осталось жить, — покинула его. При этом Курелек указывает на наличие у себя синдрома деперсонализации.
Колючки: справа ото рта изображено несколько плодов каштана. Ещё мальчиком Курелек испытывал чувство, будто они застревали в его горле. Один из плодов разрезан, в его сердцевине можно увидеть свёрнутого червяка. Это отсылка к попыткам врачей подвергнуть анализу психическое расстройство художника, которые «не оправдали затраченных усилий». Шипы другого плода повёрнуты внутрь него и пронзают тело ребёнка, по обе стороны которого изображены два лица, улыбающееся и гневное, олицетворяющие две стороны личности отца Курелека. Далее художник развивает образ отца: «Возвышающийся над другими синий плод раскрывает мягкий жёлтый — мою мать, — чтобы выпустить большую группу плодов — моих братьев и сестёр — и вместе с ними один оранжевый, не похожий ни на какой другой, — меня».

### Внутри черепа

#### Политика (вверху слева)
Украина: в этом фрагменте изображена украинская крестьянка с кляпом во рту, привязанная к столбу. Над ней возвышается гигантское безликое существо. Женщина, олицетворяющая Украину, вот-вот будет изнасилована Россией, а изображение её тяжёлой участи свидетельствует о преходящем увлечении Курелека идеями украинского национализма. Бедственное положение Украины вызывало у художника депрессию, и он спрашивал себя: «Отправился бы я на войну, чтобы защитить или спасти её? … В моей голове кружили слова поэта времён Первой мировой войны (был ли это Зигфрид Сассун?): „Сладка и прекрасна за родину смерть — старая ложь“».
Китайский солдат: изображение в этом сегменте оформлено в виде щита с эмблемой. На ней изображён китайский военнослужащий в Корее, колющий штыком самого Курелека. Это символизирует страх автора перед войной, унаследованного от его отца, который не пускал сына в армию.
Политический протест: в этой сцене мужчины, женщины и дети идут маршем по улице с плакатами, на одном из которых написано: «Война — это мир», что свидетельствует о разочаровании Курелека в «идеалистических рвениях» его «друзей-коммунистов и им сочувствующих». Он пишет: «Те, кто громче всех кричит о свободе, являются самыми жестокими деспотами, если им удаётся свергнуть устоявшуюся консервативную систему».

#### Детство (вверху справа)
Маленький мальчик: во фрагменте изображён маленький мальчик, который в одиночестве сидит в поле, в то время как другие дети играют на заднем плане. Курелек описывает этот сюжет как «настоящее воспоминание с тех времён, когда моя мать жаловалась учителю на то, что над детьми из нашей семьи издевались, после чего нам отплатили полной изоляцией».
Хулиган: здесь огромный хулиган избивает самого Курелека. Этого не происходило на самом деле, но было тем, чего художник всегда боялся. На переднем плане девочка и мальчик наблюдают за происходящим и улыбаются. Последнее наблюдение хорошо запечатлилось в памяти Курелека; он отмечает: «Девочкам, которые изводили меня, особенно нравилось, что меня одёргивали каждый раз, когда я пытался постоять за себя».
Рыба: пять рыб лежат в луже, наполненной водой, в то время как другие две неподалёку — в уже высохшей. Курелек вспоминал, что они с братом убили их, потому что «им было уже некуда бежать». Затем он стал думать, что это могло бы быть подходящим символом для «жестокости такого беспощадного замкнутого общества, которое можно встретить в сельских школах». Курелек также называл этот фрагмент воплощением «философии [его] отца о выживании хитрейшего, на что указывает участь глупой рыбы».
Крестьянин: в сюжете показан крестьянин, который в снежную бурю выталкивает пинком своего босоногого сына на улицу. Другие дети сидят в доме, по-видимому, за обеденным столом. Это снова не реальное воспоминание, а страх перед тем, что могло бы случиться. Курелек также утверждал, что эта сцена означает «жестокость родителей из Центральной Европы, которые считают ребёнка своей собственностью только потому, что подарили ему жизнь».

#### Социальное удовольствие (посередине слева)
Карусель: кукольные пары кружатся в танце, ведомые нитками, прикреплёнными к карусели под потолком. Курелек описывает их как тряпичных кукол с вшитыми в лица улыбками. Вследствие деперсонализации они не могут получить удовольствие от танца. Данная сцена является отсылкой к хореографическим урокам в Модсли, где Курелек проходил лечение. На стенах нарисованы цветы, «чтобы отдать дань уважения тем, кто не может получить приглашение на танец».
Бык: в этом фрагменте изображён закованный в кандалы бык, бегущий за коровой. Его страсть, переданная через красный цвет животного, притупляет боль от кандалов. Курелек пишет, что бык «олицетворяет мой страх перед животной стороной полового влечения внутри меня».

#### Музей безнадёжности (посередине справа)
Этот относительно крупный фрагмент олицетворяет безнадёжность. Курелек показывает «бесполезность приложения усилий в бессмысленном мире». На стене — серия плакатов об эволюции жизни на Земле, которая завершается появлением человека. Другой плакат называется «Будущее», на нём изображён ядерный гриб. В «музее» представлены несколько инсталляций:
- Отвага — полный решимости индивид бьётся головой о кирпичную стену;
- Любовь — две деревянные фигуры «проходят через действо поцелуя, но ничего не ощущают из-за деперсонализации»;[17]
- Терпение — стеклянная пирамида в неустойчивом положении балансирует на шарике;
- Дружба — «механизм, сконструированный по такому принципу, что работает, только если жертва будет стоять строго на своём месте на безопасном расстоянии: лягушка не может пошевелиться, иначе произойдет замыкание электрической цепи, и её ударит током»;[17]
- Религия — деревянное распятие, воткнутое в муравейник. Оно почти разрушено муравьями, пожирающими его, что олицетворяет доводы рационалистов и атеистов;[20]
- Промышленность — белка в колесе символизирует, что «чем усерднее ты работаешь, тем больше с тебя требуют»;[18]
- Воздержание — кастрюля на огне означает, что «если ты подавляешь половое влечение и гнев, они могут, вероятно, однажды прорваться наружу и причинить тебе боль»;[18]
- Надежда — мужчина, пытающийся вырваться из музея безнадёжности. Его мускулы, мозг и позвоночник извлечены, мотыга — затуплена, что делает его попытку безнадёжной.[18]

#### Учёные (внизу слева)
В четырёх сегментах в левой нижней части черепа показан выбор Курелека: между внешним миром (самый левый сегмент) и больницей (остальные три). Во фрагменте с пробиркой изображено восприятие Курелеком самого себя, обследуемого врачами. Однако две сцены левее означают два толкования этого обследования: заговор с благими намерениями (снизу) и преследование со злым умыслом (сверху).
Проблески солнца: в этом сюжете мужчина ползёт по тёмному участку местности, похожей на лес. Живой изгородью он отделён от людей, прогуливающихся под лучами солнца. Человек пересекает несколько полосок света в его попытках двигаться в одном направлении с толпой. Здесь изображён уже вышедший из больницы Курелек, который, однако, всё ещё отрезан от «нормального общества».
Пробирка: множество врачей, некоторые из них публично известны, обследуют человека в пробирке. Курелек полагал, что наука может стать панацеей от всех болезней, но в то же самое время иногда находил неприятным беспрерывное наблюдения за ним врачей. Он считал, что большинство из них были фрейдистами и сводили многие его проблемы к сексуальной дезадаптации, поэтому он передаёт свой дискомфорт через наготу объекта исследования. Над полуголым пациентом изображена змея, служащая ускорителем процессов, которые позволят узнать о нём больше. Курелек пишет: «В этом случае доктор может высказать на консилиуме какую-нибудь неприятную мысль, что заставит меня корчиться от стыда».
Заговор с благими намерениями: каждый врач пытается по-своему помочь и угодить Курелеку. Один даёт ему кубок, символизирующий благородство. Другой подносит еду. Третий приводит ему женщину. Медсестра «нежно ухаживает за ним, проявляя соучастие».
Преследование со злым умыслом: в этой сцене чёрные вороны заклёвывают ящерицу, что означает другую крайность художника в восприятии врачей. Он пишет: «Врачи, которые носят белые халаты, изображены в своём настоящем цвете — чёрном, как и хищные птицы». Курелек описывал их как полностью равнодушных к тому, будет ли излечен пациент или нет, хотя позже он утверждал, что это было заблуждением, и списал его на боязнь больниц, присущую своему отцу. Эта фобия развилась у отца после инцидента, произошедшего с Уильямом, когда тот ещё учился в колледже. Доктор порекомендовал ему удалить гланды. Родители отказались платить, и тогда Уильям взял свои деньги, которые заработал ещё в бытность лесорубом. Однако что-то пошло не так, и у Курелека произошло кровотечение; он стал откашливаться кровью и потерял сознание. Первое, что он увидел, когда очнулся, — своих родителей, которые стояли над ним, «кипя от злости». Согласно его автобиографии, это первое свидетельство в жизни Курелека, что его родителям было не всё равно на судьбу их ребёнка.

#### Физическое разрушение (внизу справа)
Самоистязание: молодой человек вспарывает себе руку и изучает свои кости. Он находится в студии со скелетом и гробами, но прибегает к «информации из косвенных источников», к рисунку. Курелек трактует этот сюжет по-разному: 1) попытка путём наблюдения выяснить, является ли он реальным, как другие люди; 2) попытка вырваться из деперсонализации, сталкиваясь с «реальностью смерти и разложением тела»; 3) форма насильственного протеста, чтобы заставить общество помочь [ему] и обратить внимание на [его] нужды.
Конвейерная лента: человек, привязанный к конвейерной ленте, с закреплёнными на ноге часами, отправляется на смерть. Для Курелека это символизирует не только его самого, но и всё человечество, так как «неизбежность смерти» для всех — только вопрос времени. Часы лишь означают, сколько ещё времени осталось; человек, олицетворяющий самого Курелека, прошёл пока одну треть пути.

## «Out of the Maze»
Вскоре после написания гуаши Курелека перевели в психиатрическую больницу Нефёрн. Находясь под наблюдением у Эдварда Адамсона, «отца арт-терапии в Великобритании», Курелек продолжил создавать новые картины, некоторые из которых до сих пор находятся в коллекции Адамсона. Однако отнюдь не врачебная наука привела к окончательному выздоровлению художника. Описывая свои прогулки по территории больницы, Курелек пишет: «Я ходил и ходил, снова и снова кружась в лабиринте своего сознания, как та крыса в моей картине. Если доктора и не могли или не горели желанием распутать этот клубок, то по крайней мере я должен был сделать или попытаться сделать всё, что в моих силах, прежде чем окончательно сдаться». Через год после написания «The Maze» художник совершил попытку самоубийства.
Окончательное освобождение от тюрьмы своего лабиринта ознаменовалось принятием Курелеком католического христианства, что было отражено в фильме «William Kurelek’s The Maze» («Лабиринт Уильяма Курелека», 2011). В 1971 году в подарок больнице Модсли он написал картину «Out of the Maze» («Вне лабиринта»). На ней изображены Курелек со своей женой и четырьмя детьми, которые читают молитву перед пикником на лужайке около пруда. Несмотря на умиротворённую атмосферу картины, в ней присутствуют отсылки к тёмному восприятию действительности Курелеком. Рассечённый напополам череп в левом нижнем углу напоминает о трудном прошлом художника. На горизонте в правом верхнем углу маячит буря.
Картина, наряду с «The Maze», входит в коллекцию музея Бетлемской королевской больницы.

## Влияние на творчество Курелека
Многие приводят работы Иеронима Босха и Питера Брейгеля Старшего как оказавшие наибольшее влияние на творчество Курелека в целом и картину «The Maze» в частности. В своей автобиографии «Someone With Me» художник ссылается на Джонатана Свифта и Уильяма Шекспира: «Психологический символизм в „The Maze“ постепенно перешёл в духовный и принял вид свифтовской сатиры».

## Наследие
Отдельные фрагменты гуаши использовались на уроках психологии, в том числе Джеймсом Маасом в Корнеллском университете. Маас был также вовлечён в работу над фильмом «The Maze: The Story of William Kurelek» («Лабиринт: история Уильяма Курелека», 1969), где через работы автора — главная роль отводится картине «The Maze» — и интервью с ним передаётся жизненный путь Курелека. Результатом переосмысления кинокартины стала расширенная версия фильма: «William Kurelek’s The Maze». В новой версии представлены изображения лучшего качества, был специально записан оригинальный саундтрек. Персонажи в некоторых сегментах гуаши анимированы. Всё это «позволяет гораздо лучше понять по крайней мере одну фигуру, которую Курелек запечатлел в своей загадочной картине, написанной в 1953 году, — его отца».
Несколько фрагментов гуаши в 1981 году были использованы при оформлении обложки альбома «Fair Warning» американской хард-рок группы Van Halen. На тот момент четвёртый альбом группы был наиболее мрачным по звучанию, поэтому музыканты искали подходящие по духу изображения. Когда основатель группы Алекс Ван Хален открыл для себя «The Maze», изначально он хотел использовать только один сюжет — «Отвагу», где человек бьётся головой о кирпичную стену. В итоге гуашь «основательно порезали на части и видоизменили, чтобы специально подчеркнуть самые эффектные сцены в работе».